# بری سیمون
بری سیمون (انگلیسی: Barry Simon؛ زاده ۱۶ آوریل ۱۹۴۶) ریاضی‌دان و فیزیک‌دان اهل ایالات متحده آمریکا است.